# Piptadenia moniliformis
Piptadenia moniliformis (ou Pityrocarpa moniliformis) é uma espécie botânica pertencente à família Fabaceae, a mesma família do feijão. É popularmente conhecida como catanduva, catanduba, angico-de-bezerro e rama-de-bezerro.
Endêmica do Brasil, a árvore de pequeno porte ocorre nos estados de Alagoas, Bahia, Ceará, Minas Gerais, Paraíba, Pernambuco, Piauí e Rio Grande do Norte, nos biomas da Caatinga e Mata Atlântica, preferindo solos arenosos distróficos. Devido à abundância de pólen e néctar de sua florada, possui grande valor para a apicultura e meliponicultura no Nordeste.

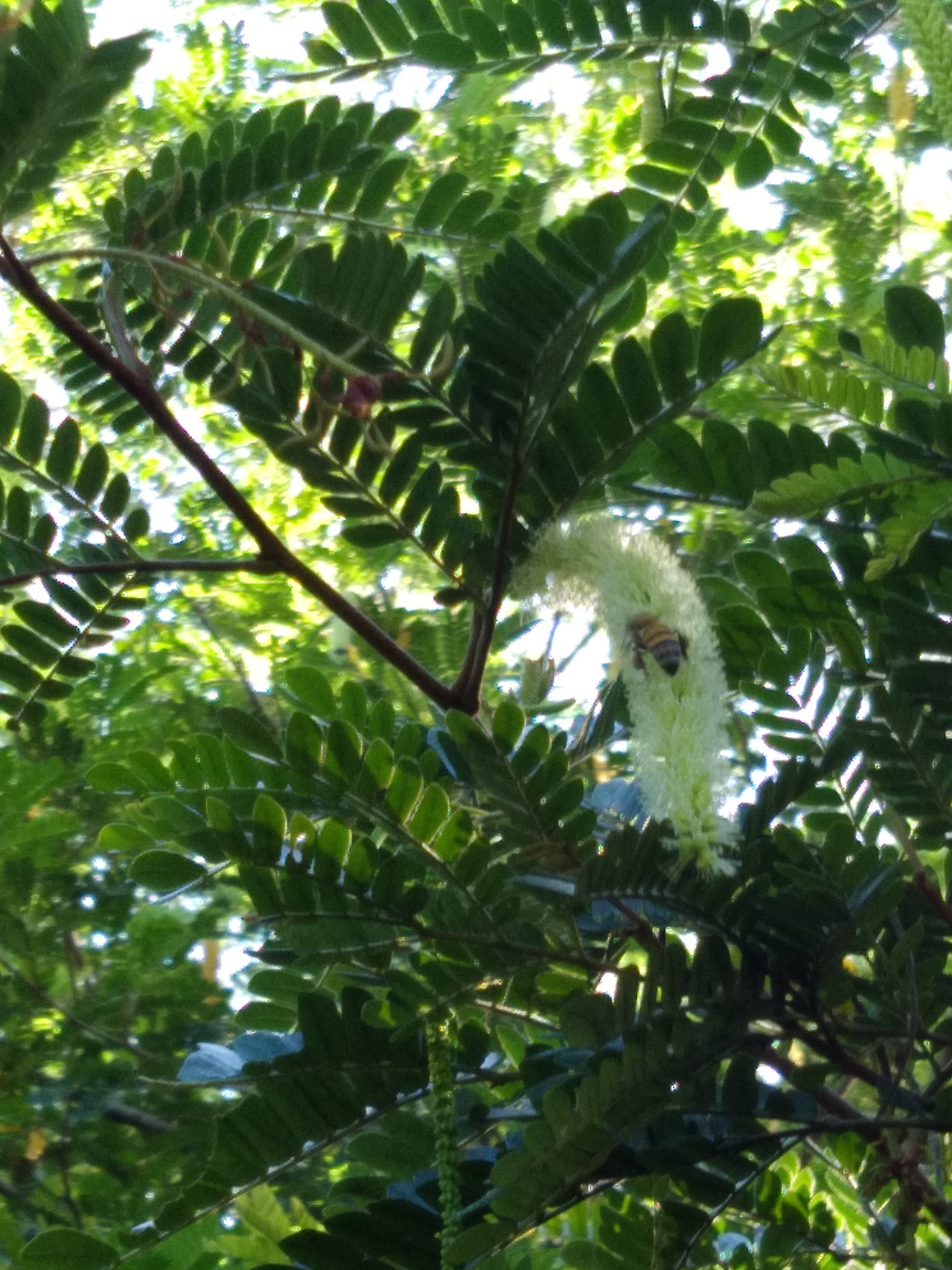
Abelha visitando flor de catanduba.